# Acalypha ceraceopunctata
Acalypha ceraceopunctata är en törelväxtart som beskrevs av Ferdinand Albin Pax. Acalypha ceraceopunctata ingår i släktet akalyfor, och familjen törelväxter. Inga underarter finns listade i Catalogue of Life.